# Crockett (Texas)
Crockett é uma cidade localizada no estado norte-americano de Texas, no Condado de Houston.

## Demografia
Segundo o censo norte-americano de 2000, a sua população era de 7141 habitantes.
Em 2006, foi estimada uma população de 6981, um decréscimo de 160 (-2.2%).

## Geografia
De acordo com o United States Census Bureau tem uma área de
23,0 km², dos quais 23,0 km² cobertos por terra e 0,0 km² cobertos por água. Crockett localiza-se a aproximadamente 103 m acima do nível do mar.

## Localidades na vizinhança
O diagrama seguinte representa as localidades num raio de 36 km ao redor de Crockett.